# Uran Bislimi
Uran Bislimi (Basilea, 25 settembre 1999) è un calciatore svizzero con cittadinanza kosovara, centrocampista del Lugano.

## Carriera

### Club
Nato e cresciuto calcisticamente a Basilea, nel 2019 si trasferisce allo Sciaffusa, militante nella serie cadetta svizzera. Nell'estate 2022 firma un contratto di 4 anni con il Lugano, con cui esordisce nella Super League contro il Grasshoppers.

### Nazionale
Il 16 novembre 2022 esordisce con la nazionale kosovara nella partita amichevole contro l'Armenia, entrando al 65°, il 19 novembre segna la prima rete, nel pareggio casalingo per 1-1, contro le Fær Øer.
A marzo ha rifiutato la convocazione per le partite di qualificazioni a Euro 2024, e il CT Bajram Shala ha annunciato che non verrà più convocato.
Successivamente viene convocato dalla Svizzera, con cui esordisce il 19 giugno 2023 nel pareggio per 2-2 contro la Romania.

## Statistiche

### Presenze e reti nei club
Statistiche aggiornate al 4 giugno 2023.
| Stagione          | Squadra           | Campionato        | Campionato | Campionato | Coppe nazionali | Coppe nazionali | Coppe nazionali | Coppe continentali | Coppe continentali | Coppe continentali | Altre competizioni | Altre competizioni | Altre competizioni | Totale | Totale | Totale |
| Stagione          | Squadra           | Comp              | Pres       | Reti       | Comp            | Pres            | Reti            | Comp               | Pres               | Reti               | Comp               | Pres               | Reti               | Pres   | Reti   |        |
| ----------------- | ----------------- | ----------------- | ---------- | ---------- | --------------- | --------------- | --------------- | ------------------ | ------------------ | ------------------ | ------------------ | ------------------ | ------------------ | ------ | ------ | ------ |
| 2017-2018         | Basilea II        | PL                | 22         | 2          |                 | -               | -               |                    | -                  | -                  |                    | -                  | -                  | 22     | 2      |        |
| 2018-2019         | Basilea II        | PL                | 20         | 1          |                 | -               | -               |                    | -                  | -                  |                    | -                  | -                  | 20     | 1      |        |
| Totale Basilea II | Totale Basilea II | Totale Basilea II | 43         | 3          |                 | -               | -               |                    | -                  | -                  |                    | -                  | -                  | 43     | 3      |        |
| 2019-2020         | Sciaffusa         | CL                | 19         | 0          | CS              | 1               | 0               |                    | -                  | -                  |                    | -                  | -                  | 20     | 0      |        |
| 2020-2021         | Sciaffusa         | CL                | 31         | 2          | CS              | 0               | 0               |                    | -                  | -                  |                    | -                  | -                  | 31     | 2      |        |
| 2021-2022         | Sciaffusa         | CL                | 33+2       | 4          | CS              | 3               | 0               |                    |                    |                    |                    | -                  | -                  | 38     | 4      |        |
| lug. 2022         | Sciaffusa         | CL                | 1          | 0          | CS              | -               | -               |                    | -                  | -                  |                    | -                  | -                  | 1      | 0      |        |
| Totale Sciaffusa  | Totale Sciaffusa  | Totale Sciaffusa  | 84+2       | 6          |                 | 4               | 0               |                    | -                  | -                  |                    | -                  | -                  | 90     | 6      |        |
| 2022-2023         | Lugano            | SL                | 30         | 2          | CS              | 6               | 0               | UECL               | 0                  | 0                  |                    | -                  | -                  | 36     | 1      |        |
| Totale carriera   | Totale carriera   | Totale carriera   | 157+2      | 11         |                 | 10              | 0               |                    | 0                  | 0                  |                    | -                  | -                  | 169    | 11     |        |

### Cronologia presenze e reti in nazionale
| Cronologia completa delle presenze e delle reti in nazionale ― Kosovo | Cronologia completa delle presenze e delle reti in nazionale ― Kosovo | Cronologia completa delle presenze e delle reti in nazionale ― Kosovo | Cronologia completa delle presenze e delle reti in nazionale ― Kosovo | Cronologia completa delle presenze e delle reti in nazionale ― Kosovo | Cronologia completa delle presenze e delle reti in nazionale ― Kosovo | Cronologia completa delle presenze e delle reti in nazionale ― Kosovo | Cronologia completa delle presenze e delle reti in nazionale ― Kosovo |
| Data                                                                  | Città                                                                 | In casa                                                               | Risultato                                                             | Ospiti                                                                | Competizione                                                          | Reti                                                                  | Note                                                                  |
| --------------------------------------------------------------------- | --------------------------------------------------------------------- | --------------------------------------------------------------------- | --------------------------------------------------------------------- | --------------------------------------------------------------------- | --------------------------------------------------------------------- | --------------------------------------------------------------------- | --------------------------------------------------------------------- |
| 16-11-2022                                                            | Pristina                                                              | Kosovo                                                                | 2 – 2                                                                 | Armenia                                                               | Amichevole                                                            | -                                                                     | 65’                                                                   |
| 19-11-2022                                                            | Pristina                                                              | Kosovo                                                                | 1 – 1                                                                 | Fær Øer                                                               | Amichevole                                                            | 1                                                                     | 77’                                                                   |
| Totale                                                                |                                                                       | Presenze                                                              | 2                                                                     |                                                                       | Reti                                                                  | 1                                                                     |                                                                       |

| Cronologia completa delle presenze e delle reti in nazionale ― Svizzera | Cronologia completa delle presenze e delle reti in nazionale ― Svizzera | Cronologia completa delle presenze e delle reti in nazionale ― Svizzera | Cronologia completa delle presenze e delle reti in nazionale ― Svizzera | Cronologia completa delle presenze e delle reti in nazionale ― Svizzera | Cronologia completa delle presenze e delle reti in nazionale ― Svizzera | Cronologia completa delle presenze e delle reti in nazionale ― Svizzera | Cronologia completa delle presenze e delle reti in nazionale ― Svizzera |
| Data                                                                    | Città                                                                   | In casa                                                                 | Risultato                                                               | Ospiti                                                                  | Competizione                                                            | Reti                                                                    | Note                                                                    |
| ----------------------------------------------------------------------- | ----------------------------------------------------------------------- | ----------------------------------------------------------------------- | ----------------------------------------------------------------------- | ----------------------------------------------------------------------- | ----------------------------------------------------------------------- | ----------------------------------------------------------------------- | ----------------------------------------------------------------------- |
| 19-6-2023                                                               | Lucerna                                                                 | Svizzera                                                                | 2 – 2                                                                   | Romania                                                                 | Qual. Euro 2024                                                         | -                                                                       | 90+1’                                                                   |
| 12-9-2023                                                               | Sion                                                                    | Svizzera                                                                | 3 – 0                                                                   | Andorra                                                                 | Qual. Euro 2024                                                         | -                                                                       | 90+3’                                                                   |
| Totale                                                                  |                                                                         | Presenze                                                                | 2                                                                       |                                                                         | Reti                                                                    | 0                                                                       |                                                                         |